# جوناس يوهانسون (لاعب هوكي الجليد)
جوناس يوهانسون (بالسويدية: Jonas Johansson)‏ هو لاعب هوكي الجليد سويدي، ولد في 19 سبتمبر 1995 في يفله في السويد.

## وصلات خارجية
- جوناس يوهانسون على موقع دوري الهوكي الوطني (الإنجليزية)
- جوناس يوهانسون على موقع EliteProspects.com (الإنجليزية)
- جوناس يوهانسون على موقع Eurohockey.com (الإنجليزية)
- جوناس يوهانسون على موقع HockeyDB.com (الإنجليزية)
- جوناس يوهانسون على موقع Hockey-Reference.com (الإنجليزية)